# ヒルズファー
『ヒルズファー』（英語: Hillsfar）は、1989年にIBM PC、Amiga、Atari ST、コモドール64向けにリリースされたアクションRPG。Westwood Associatesが開発し、Strategic Simulations, Inc.（SSI）から発売された。リアルタイムのアクションと一連のクエストの組み合わせを特色としている。また、ベースになっているファンタジー・テーブルトークRPG『アドバンスト・ダンジョンズ&ドラゴンズ』（AD&D）の標準的なゲーム要素も含まれている。1991年にはファミリーコンピュータ（FC）版が発売された。
『ヒルズファー』の評価は賛否両論となっている。

## ゲームプレイ
プレイヤーは最初にキャラクターを登録する。キャラクターの登録方法は3通りあり、事前に作成してあるキャラクターを読み込むか、自分でキャラクターを作成するか、SSIの以前のAD&Dコンピュータ・ゲーム（『プール・オブ・レイディアンス』と『カース・オブ・アジュア・ボンド』）からキャラクターをインポートするかを選択できる。キャラクターを作成する場合、プレイヤーは種族（ドワーフ、エルフ、ノーム、ハーフ・エルフ、ハーフリング、人間）、役割（僧侶、戦士、魔法使い、盗賊）、アラインメントを選択できる。新規のキャラクターの能力値（体力度や知識度など）は、コンピュータによって無作為に決定される。
このゲームには、宝探しやロケーション間の移動などをミニゲームとして行うアクションゲームの側面と、クエストをこなしていくアドベンチャーゲームの側面がある。クエストの内容は選択した役割によって異なり、役割ごとに3つのクエストがある。クエストは決まった順序で達成しなければならないが、「空き時間に何をするかはプレイヤー次第」であり、プレイヤーはゲームのその他の側面を自由に探索できる。
このゲームには3つのモードがある。都市近郊を移動する場合、画面はサイドビューで表示される。ヒルズファー市街に到着すると、ゲームは鳥瞰図のマップと1人称視点で表示される。建物の中はトップビューで表示される。インタラクションは Compute! 誌のLeslie Eiserが「体当たりインターフェイス」と表現した方法で行われ、プレイヤーはオブジェクトに体当たりすることでインタラクションを開始できる。

## 筋立て
ゲームの舞台となるのはフォーゴトン・レルムにある架空の都市ヒルズファーである。ヒルズファーには役割（僧侶、戦士、魔法使い、盗賊）ごとにギルドがあり、プレイヤーはキャラクター作成時に選択した役割に応じて、対応するギルドマスターの許に行かなければならない。ギルドマスターはプレイヤーにいくつかのミッションを与える。ギルドマスターから与えられたミッションをすべて完了すると、所持金と経験点が増え、そのキャラクターの冒険は終了する。

## 評価
『ヒルズファー』は商業的に成功し、78,418本売れたが、評価は賛否両論となっている。肯定的な側面では、アクションゲームとアドベンチャーゲームを組み合わせたことはおおむね好評だった。Amiga Format 誌ではAndy Smithがこのゲームに72%を付け、SSIは「まったく異なる2つのスタイルを見事に混ぜ合わせた素晴らしいゲーム」を制作することに成功したと述べた。Compute! 誌ではBob Guerraがアーケード・スタイルのシーケンスを称賛し、『ヒルズファー』は「これらの上質なシーケンスを物語に組み込み、他の多数のゲームよりもはるかに素晴らしい仕事をした」と述べた。Computer Gaming World 誌ではRoe Adamsが盗賊の鍵開けのシーケンスを高く評価したが、それ以外の面では期待に応えることに失敗したと指摘した。特に、移動のたび繰り返し行われる乗馬ゲームと、魔法使いと僧侶がゲーム内でまったく魔法を使えないことを批判した。
1989年の『ドラゴン』誌147号では、Hartley Lesser、Patricia Lesser、Kirk Lesserがコラム「The Role of Computers」でこのゲームをレビューし、5つ星評価で3つ星を与えた。  レビュアーは、『プール・オブ・レイディアンス』と比較すると『ヒルズファー』の冒険は深みに欠け、『プール・オブ・レイディアンス』ほど夢中にはならなかったとしたが、「SSIが（『プール』の続編の）『アジュア・ボンド』を出すのを待ちながらのんびり過ごすための楽しい冒険」と見なし、「『プール・オブ・レイディアンス』を楽しんだなら、『ヒルズファー』を気に入るだろう」と結んだ。
他のレビュアーたちは、全体的な効果にそれほど感銘を受けなかった。Amiga Computing 誌ではLucinda Orrがゲームプレイ全般を批判した。彼女はミニゲームのいくつかには感銘を受け、「実に面白く、グラフィックも印象的である」と述べたが、全体的には退屈であるとして、「退屈の臨界レベルを上回る興味を維持させるものはあまり多くない」と書いた。
ファミコン／NES版はさらに酷評された。VideoGames & Computer Entertainment 誌のレビューでは、Brent Walkerが「プレイ時間の大部分が金集め（ただし、使い途は限られている）と鍵開け（またはこじ開け）に費やされる。冒険や戦略を要求されることはほとんどない。ゲームに引き込まれることはなく、ゲームを苦労して進めていくだけと感じた。グラフィックは平凡であり、知的に興味を引くものもない。とりたてて推薦すべきものは何も見つけることができない」と評価した。この雑誌の編集者4人は、10点満点中4点の平均スコアを付けた。
GameSpyによると、多数のプレイヤーが『ヒルズファー』を「失敗に終わった実験作」と見なした。